# Fabio Camero
Fabio Camero Restrepo (Bogotá, 20 de marzo de 1935-ibíd., 6 de noviembre de 2019) fue un actor de cine, televisión y teatro colombiano. Fue uno de los primeros actores en interpretar varias producciones nacionales y se destacó como director de televisión.

## Filmografía

### Televisión
- La Madame (2013)
- Chepe Fortuna (2010)
- Salvador de mujeres (2010)
- Aquí no hay quien viva (2008) - Abogado de Mariano
- Padres e hijos (1999-2002) - Papá de Gabriela
- Los hijos de los ausentes (1988)
- Huracán (1986)
- Los cuervos (1984)
- El Virrey Solís (1981)
- La tregua (1980)
- El caballero de Rauzán (1979)
- La marquesa de Yolombó (1978)
- Un largo camino (1977)
- Recordarás mi nombre (1976)
- Manuela (1975)
- El jugador de Ugo Betti (1967)